# Filippo Mondelli
Filippo Mondelli (Como, 18 giugno 1994 – Cernobbio, 29 aprile 2021) è stato un canottiere italiano.

## Biografia
Dopo alcune esperienze nello sci alpino agonistico, nel 2007 Mondelli iniziò a praticare canottaggio nella Canottieri Moltrasio e nel 2012 venne selezionato per la prima volta per partecipare ad eventi internazionali con la Nazionale Italiana di canottaggio.
Dal 2012 al 2016, quando gareggiò nelle categorie Junior e Under 23, ottenne ottimi risultati nella vogata di punta diventando Campione del mondo Under 23 nella specialità 4 con nel 2015, e vincendo la medaglia d'argento nella rassegna iridata dell'anno successivo nella stessa specialità.
Dal 2017 entrò a far parte del gruppo olimpico della Nazionale Italiana di canottaggio, passando alla vogata di coppia. Nel 2017 gareggiò tutta la stagione nella specialità del doppio con Luca Rambaldi, vincendo la medaglia d'oro ai Campionati europei e la medaglia di bronzo ai Campionati del mondo. 
Nel 2018 fece parte del quattro di coppia, con Luca Rambaldi, Andrea Panizza e Giacomo Gentili, vincendo la medaglia d'oro ai Campionati europei di Glasgow, alla Coppa del mondo e ai Campionati del mondo di Plovdiv.
Nel gennaio 2020 fu costretto a sospendere l'attività agonistica a causa di una patologia ossea. Venne operato per l'asportazione di un osteosarcoma alla gamba sinistra. Morì il 29 aprile 2021 all'età di 26 anni.

## Palmarès
- Campionati del mondo di canottaggio

Sarasota 2017: bronzo nel doppio (Mondelli, Rambaldi)
Plovdiv 2018: oro nel quattro di coppia (Mondelli, Panizza, Rambaldi, Gentili)
Linz-Ottensheim 2019: bronzo nel quattro di coppia (Mondelli, Panizza, Rambaldi, Gentili)
- Campionati europei di canottaggio

Račice 2017: oro nel doppio (Mondelli, Rambaldi)
Glasgow 2018: oro nel quattro di coppia (Mondelli, Panizza, Rambaldi, Gentili)
Lucerna 2019: argento nel quattro di coppia (Mondelli, Panizza, Rambaldi, Gentili)